# Pavol Križko
Pavol Križko, Križko Pál, Krizskó Pál (Besztercebánya, 1841. május 30. – Körmöcbánya, 1902. március 25.) városi levéltárnok.

## Élete
Krizskó Sámuel takácsmester és Palus Julia fia. Iskoláztatásának kezdete 1848-ra esett, amikor a tanítás nagyobbrészt szünetelt. Apja otthon tanította, de szegény ember lévén, kénytelen volt fiát mesterségre fogni és maga mellé vette. 1854 őszén legénynek avatták, azonban október 5-én ismét iskolába ment és miután németül nem tudott, a reáliskola II. osztályába vették fel. Az 1855-1856. tanév végével az alreáliskola algimnáziummá változott át, minek folytán a latin és görög nyelv végett a III. osztályt két évig kellett látogatnia. 1860. március 18-ig folytatta ott tanulmányait.
1859 decemberében a körmöcbányai ágostai evangélikus egyház megválasztotta őt tanítójának és orgonistájának és 1860 márciusában oda költözött és házvétel által végleg azon városhoz kötötte magát. 1866. január 1-jén megalapította a polgári olvasókört, melynek aligazgatója és jegyzője, később igazgatója lett. 1870 augusztus végével megszűnt a körmöcbányai evangélikus elemi iskola és ennek következtében a felekezet nélküli elemi iskolához ment át tanítónak.
1872. április 12-én Goldbrunner Sándor, Körmöc és Selmecbánya akkori főispánja kinevezte Körmöcbánya város levéltárnokává, mely hivatalában, az 1877. június 21-től 1889. július 22-ig időköz kivételével, midőn főszámvevő volt, működött. Ezen hivatala mellett 1870-től 1880-ig egyházi, 1874-től 1897-ig tűzoltói pénztárnok és 1880-tól 1890-ig a károlyaknai bányatársulat igazgatója volt.

## Emlékezete
- Pavol Križko-érem (a szlovák levéltárügy fejlesztéséért)
- A körmöcbányai alapiskola viseli nevét

## Írásai
Szlovák népmeséket írt a Slovenské povesti (Rozsnyó, 1858) című gyűjteménybe. Költeményt írt a selmecbányai Sokolba (1860.); ezután a történelemre s különösen a palaeographiára adta magát; főleg a körmöcbányai levéltár szolgáltatta munkáihoz az anyagot; ugyancsak a Sokolban jelentek meg történeti cikkei (1861-66), a Pestbudinske Vedomosti (1861-69. tudósítások és levelezések); továbbá az Evang. Cirkevné Listy (1865., 1894.), a Letopis Matice Slovenskej (1865-69), a Beseda (1863-66), a bécsi Zukunft (1866. levelezések), a Pamatnik Zrínskeho. Bécs, 1866. c. emlékkönyv, Narodine Noviny (1871 óta), Slovenské Poblady (1881-82, 1884-85., 1892-99.) és Vlast a Svet (1888), a Cirkevné Listy (1894-97, 1899), a Jan Kollár c. bécsi emlékkönyv (1893), Dom a škola (1894-1897), Sborník Slovenskej Musealnej Spolocnosti (1896-99), Slovenske Listy (1899), Amerikánske Slovenské Noviny (Pittsburg, 1899) című szlovák folyóiratokban; a Századokban (1876. Egy magyar versecske 1505-ből, 1877. Az 1563. koronázási ünnepély, Neczpáli László a körmöczi levéltár tükrében, 1879. Pestis és éhhalál Körmöczbányán 1710-ben, 1885. Körmöczbánya birtokának keletkezése és fejlődése, 1894. Bethlen király Körmöczbányán); a Magyar Gazdaságtörténelmi Szemlében (1898. Vilhelmovics Szaniszló). A Pallas Nagy Lexikonának is munkatársa (Körmöczbánya, Zólyommegye története).

## Művei
- Krivoprisaznik. Buda, 1865. (A hamis eskü).
- A körmöczi régi kamara és grófjai. Budapest, 1880. (Értekezések a történettudomány köréből VIII. 10.).
- Jahresbericht des ... Directors der Carlsschachter Gewerkschaft in Kremnitz über die technische und administrative Leitung der gewerkschaftlichen Etablissements im J. 1882. Turócz-Szent-Márton, 1882.
- A körmöczbányai vártemplom helyreállításának története. Bpest, 1887. (Németül. Uo. 1897.)
- A körmöczbányai róm. kath. egyházközség története. 1. korszak 1317-1520. Uo. 1887. (Németül. Uo. 1887.)
- Cesta do Sedmohradska. Turócz-Szent-Márton, 1888. (Utazás Erdélyben).
- Melanchton Fülöp levele, melyet 1553. okt. 12. Körmöczbánya sz. kir. városához intézett, felfedezte és közli. Uo. 1897. Egy hasonmással. (A Luther-társaság kiadványai XXVII. Ugyanott németül és szlovákul is).
- Uprava, ako treba sbierat' a zapisovat' miestne názvy. Turócz-Szent-Márton, 1897. (Útmutatás miképp gyűjtendők és jegyzendők fel a helynevek.)
- 1903 Körmöczbánya. In: Magyarország vármegyéi és városai: Magyarország monografiája – A magyar korona országai történetének, földrajzi, képzőművészeti, néprajzi, hadügyi és természeti viszonyainak, közművelődési és közgazdasági állapotának encziklopédiája. Szerk. Borovszky Samu – Sziklay János. Budapest: Országos Monográfia Társaság. 1896–1914.   → elektronikus elérhetőség Bars vármegye. (tévesen János)
- 1948 Dejiny banskomestského seniorátu. Liptovský Mikuláš.
- 1964 Z dejín banských miest na Slovensku. Bratislava.
- 1975 Kremnické školstvo v rokoch 1528-1674. Bratislava.

### Kéziratban
- Pismo a jehe výgvin (Az írás és fejlődése) 1870.
- Geschichte der Stadt Kremnitz zur Zeit des Franz Rákoczischen Freiheitskampfes 1874.
- Chepelischer Process gegen die Stadt Kremnitz wegen čremošno und zwei Altstübner 1876.
- Geschichte der Hajer Herrschat 1887.
- Geschichte des Stubner Bades 1889.
- Geschichte der Herrschaft Mútna 1890.
- Geschichtliche Skizzen über die Entvicklung des Kremnitzer Bergrechtes 1890.
- Odrodilec (A renegát) 1894.
- A körmöczbányai iskolák története 1370-1674-ig 1896.
- Körmöczbánya nemzetiségi viszonyai 1896.
- Középkori nemzetiségi viszonyok a tótság területén 1897.
- Tatár 1899.
- Komjáthy Izrael, a hajdani jósló
- Slovenské škosltví v Uchŕích (Szlovák iskolák Magyarországon)
- Ruhač (A káromló);
- Divne cesty božie v l'undskom živote (Az Isten csodálatos útjai az ember életében)
- Tresty bozie (Isten büntetései)
- Vina a pokanie 1899.

Levelei Pesty Frigyeshez a Magyar Nemzeti Múzeumban: Körmöczbánya 1877. jan. 31., febr. 27., márc. 18., ápr. 2., 20., 24., máj. 2., 11., 24., július 29., okt. 11., dec. 3., 1878. márc. 18., ápr. 15., 1879. nov. 17., 1880. jan. 2., 1889. márc. 29. (Németül).

## Álneve és jegyei
Trihransky, O+K.; Δ, ***, (a+b)2, (Pester Lloyd, Wanderer, Zukunft, Pestbudinske Vedomosty, Narodnie Noviny és Sokol c. lapokban 1861-76-ig.)